# Hemisodorcus
Hemisodorcus es un género de escarabajos perteneciente a la familia Lucaninae, que habita en Asia. La siguiente es la lista de especies pertenecientes a este género.
- Subgénero Durelius Houlbert, 1915
  - Hemisodorcus derelictus (Parry, 1862)
- Subgénero Hemisodorcus (i snever forstand)
  - Hemisodorcus donckieri Boileau, 1898
    - Hemisodorcus donckieri donckieri
    - Hemisodorcus donckieri hangpui

  - Hemisodorcus macLeayi (Hope & Westwood, 1845)
  - Hemisodorcus nepalensis (Hope, 1831)
- Subgénero Nipponodorcus Nomura & Kurosawa, 1960
  - Hemisodorcus arrowi Boileau, 1911
  - Hemisodorcus fukinukii Schenk, 2000
  - Hemisodorcus haitschunus (Didier & Seguy, 1952)
  - Hemisodorcus kikunoae Hosoguchi, 2004
  - Hemisodorcus rubrofemoratus (Vollenhoven, 1865)
    - Hemisodorcus rubrofemoratus chenpengi
    - Hemisodorcus rubrofemoratus magdaleinae
    - Hemisodorcus rubrofemoratus rubrofemoratus
    - Hemisodorcus rubrofemoratus semenowi

  - Hemisodorcus semenowi Jakowlew, 1900
  - Hemisodorcus ursulae Schenk, 1996
- Subgénero Paradorcus Maes, 1990
  - Hemisodorcus montivagus (Lewis, 1883)
  - Hemisodorcus montivagus adachii
  - Hemisodorcus montivagus montivagus
  - Hemisodorcus rubrofemoratus yamadai
  - Hemisodorcus sinensis
    - Hemisodorcus sinensis castaneus
    - Hemisodorcus sinensis concolor
    - Hemisodorcus sinensis sinensis
    - Hemisodorcus sinensis wardi